# ルイス・タルク
ルイス・タルク（Luis Taruc、1913年6月21日 - 2005年5月4日）は、フィリピンの政治指導者で、フクバラハップの最高指導者。

## 生涯
ルイス・タルクは、フィリピンのサン・ルイスに生まれる。1932年より、2年間、マニラ大学に通うが、学位をとることなく、故郷に戻り、フィリピンの農民運動に参加する。1935年に、フィリピン共産党に入党する。1938年、フィリピン共産党は、フィリピン社会党と合併し、1941年12月の日米開戦に伴いフィリピンで日米両軍の戦闘が始まると、フィリピン独立準備政府に協力することとなる。
1942年2月ごろに、ルイス・タルクは、カスト・アレハンドリノとともに、ルソン島中部地域において、フクバラハップ（フク団）を組織する。 フクバラ・ハップは、占領軍である日本軍に対して、一般大衆の支持の元の規律あるゲリラ戦を展開し、1945年1月のアメリカ軍ルソン島上陸作戦以降終戦までのフィリピン解放において、ユサッフェやアメリカ軍とも協力して日本軍掃討を展開する。太平洋戦争終了後、フクバラ・ハップは、武装解除となる。
1946年、ルイス・タルクは、独立を達成したフィリピン議会の議員に当選する。選挙管理委員会より、他の5人の当選議員とともに、ルイス・タルクは、選挙違反とテロ行為の理由で、当選を無効とされる。1947年に、フクバラ・ハップは、武装組織として再建され、ルイス・タルクも復帰する。フク団は、フィリピン政府との和平交渉はもたれたが、1948年7月から8月にかけてのキリノ政権との和平交渉は決裂、フク団は、1950年に『フィリピン人民解放軍』に改組、正規軍3万人後備隊25万人でルソン島中部を勢力地区とする勢いとなるが、1951年のマグサイサイ政権樹立以降、弱体化する。当時新聞記者であったベニグノ・アキノの4ヶ月もの説得活動の末、1954年5月17日、ルイス・タルクはフィリピン政府に投降する。ルイス・タルク自身は、反乱罪とテロ行為のため、懲役12年の判決を受ける。1968年9月に釈放される。その後、地域の農民運動に関わる。
1991年8月14日のNHKスペシャルの「アジアと太平洋戦争」シリーズ第3回「マッカーサーの約束～フィリピン・抗日人民軍の挫折～」で、ルイス・タルクが登場している。ルイス・タルクらフクバラハップが、農民を始めとするフィリピン大衆の支持を得ながらも、反共政策により挫折する図式となっている。
2005年5月4日、心不全のためケソン市の病院で死去。アロヨ大統領は「彼の勇気と深い民族主義意識を称賛する」との声明を出した。

## 著書
- フィリピン民族解放闘争史　安岡 正美 訳　三一書房　ASIN: B000JB63XI